# 제20회 모스크바 국제 영화제
제20회 모스크바 국제 영화제는 1997년 7월 19일에 열린 시상식이다.

## 수상 및 후보

### 대상
- 마빈의 방 - 제리 작스 수상

### 심사위원특별상
- 어머니와 아들 - 알렉산더 소쿠로프 수상

### 남우주연상
- 노킹 온 헤븐스 도어 - 틸 슈바이거 수상